# Kyselina linolová
Kyselina linolová je polynenasycená omega-6 mastná kyselina. Pojmenování pochází z řeckého linon (len), protože je obsažena ve lněném oleji. V její molekule je 18 atomů uhlíku a 2 dvojné vazby (v poloze 9,12).
Nachází se v tucích buněčných membrán. Je široce rozšířená v mnoha rostlinných olejích, zejména v olejích ze světlice barvířské, máku setého a slunečnice.
Pro plnou využitelnost v organismu musí být linolová kyselina konvertována na gama linolenovou kyselinu reakcí katalyzovanou delta-6-desaturázou.
Linolová kyselina patří do skupiny esenciálních mastných kyselin zvaných omega-6 mastné kyseliny, které jsou nezbytným doplňkem stravy všech savců. Nedostatek omega-6 mastných kyselin způsobuje vysoušení a vypadávání vlasů a špatné hojení ran.

## Průmyslové použití
Linolová kyselina se používá při výrobě mýdel, emulgátorů a rychleschnoucích olejů.